# Samuele Mulattieri
Samuele Mulattieri (La Spezia, 7 ottobre 2000) è un calciatore italiano, attaccante del Sassuolo.

## Biografia
Ha un fratello, Nicola, nato nel 2004, che gioca come centrocampista.

## Caratteristiche tecniche
Attaccante duttile e completo, può ricoprire tutte le posizioni del ruolo ed essere schierato anche come trequartista. Dotato di un grande senso della posizione e bravo in fase di finalizzazione, è abile tecnicamente, spiccando nel dribbling e nella visione di gioco.

## Carriera

### Club

#### Gli inizi, Spezia
Cresciuto nel settore giovanile dello Spezia, esordisce in prima squadra il 14 aprile 2018, nella partita di Serie B pareggiata per 1-1 contro il Frosinone; il 22 aprile segna la prima rete tra i professionisti, nell'incontro perso 3-2 contro il Pescara.

#### Inter e vari prestiti
Nell'estate del 2018 viene acquistato dall'Inter. Dopo due stagioni nella formazione Primavera, il 5 ottobre 2020 viene ceduto a titolo temporaneo al Volendam, nella seconda divisione olandese, con cui realizza 19 reti complessive.
Dopo aver svolto il ritiro estivo con i nerazzurri, il 27 luglio 2021 passa in prestito al Crotone, in Serie B. Dopo un eccellente inizio di campionato, con 6 gol nelle prime 8 giornate, non trova più la via della rete, anche per colpa di diversi infortuni, che lo costringono a terminare la stagione con due mesi di anticipo.
Il 25 luglio 2022 si trasferisce in prestito al Frosinone, sempre in Serie B. Il 21 agosto segna la prima rete nel successo per 3-0 sul Brescia. A fine anno, con 12 gol in 29 partite totali, contribuisce alla vittoria del campionato, che sancisce la terza promozione per i giallazzurri.

#### Sassuolo
Il 7 luglio 2023, Mulattieri viene acquistato a titolo definitivo dal Sassuolo, in Serie A, nell’ambito dell’operazione che porta Davide Frattesi all’Inter.
Debutta con i neroverdi il 13 agosto seguente, subentrando a Nedim Bajrami al 65' della partita di Coppa Italia in casa del Cosenza: nell'occasione, segna una doppietta, contribuendo alla vittoria finale per 5-2 ai tempi supplementari. Una settimana più tardi, esordisce anche in massima serie, entrando all'85' al posto di Andrea Pinamonti nella partita interna contro l'Atalanta, persa 2-0.
Chiusa la sua prima stagione in neroverde con la retrocessione e senza andare a segno in campionato, Il 18 agosto 2024 va a segno all'esordio nel campionato cadetto, segnando il momentaneo vantaggio in casa del Catanzaro, nella partita poi finita in parità (1-1). 

#### Nazionale
Dopo aver militato nazionali giovanili Under-18 e Under-19, il 7 settembre 2021 esordisce con la nazionale under-21, in occasione della partita di qualificazione europea vinta per 1-0 contro il Montenegro a Vicenza.

## Statistiche

### Presenze e reti nei club
Statistiche aggiornate 9 maggio 2025.
| Stagione        | Squadra         | Campionato      | Campionato | Campionato | Coppe nazionali | Coppe nazionali | Coppe nazionali | Coppe continentali | Coppe continentali | Coppe continentali | Altre coppe | Altre coppe | Altre coppe | Totale | Totale |
| Stagione        | Squadra         | Comp            | Pres       | Reti       | Comp            | Pres            | Reti            | Comp               | Pres               | Reti               | Comp        | Pres        | Reti        | Pres   | Reti   |
| --------------- | --------------- | --------------- | ---------- | ---------- | --------------- | --------------- | --------------- | ------------------ | ------------------ | ------------------ | ----------- | ----------- | ----------- | ------ | ------ |
| 2017-2018       | Spezia          | B               | 3          | 1          | CI              | -               | -               | -                  | -                  | -                  | -           | -           | -           | 3      | 1      |
| 2020-2021       | Volendam        | EED             | 30+1       | 18+1       | CO              | 1               | 0               | -                  | -                  | -                  | -           | -           | -           | 32     | 19     |
| 2021-2022       | Crotone         | B               | 28         | 6          | CI              | 1               | 1               | -                  | -                  | -                  | -           | -           | -           | 29     | 7      |
| 2022-2023       | Frosinone       | B               | 29         | 12         | CI              | 1               | 0               | -                  | -                  | -                  | -           | -           | -           | 30     | 12     |
| 2023-2024       | Sassuolo        | A               | 27         | 0          | CI              | 3               | 2               | -                  | -                  | -                  | -           | -           | -           | 30     | 2      |
| 2024-2025       | Sassuolo        | B               | 32         | 9          | CI              | 2               | 2               | -                  | -                  | -                  | -           | -           | -           | 34     | 11     |
| Totale Sassuolo | Totale Sassuolo | Totale Sassuolo | 59         | 9          |                 | 5               | 4               |                    | -                  | -                  |             | -           | -           | 64     | 13     |
| Totale carriera | Totale carriera | Totale carriera | 149+1      | 46+1       |                 | 8               | 5               |                    | -                  | -                  |             | -           | -           | 158    | 52     |

### Cronologia presenze e reti in nazionale
| Cronologia completa delle presenze e delle reti in nazionale ― Italia under 21 | Cronologia completa delle presenze e delle reti in nazionale ― Italia under 21 | Cronologia completa delle presenze e delle reti in nazionale ― Italia under 21 | Cronologia completa delle presenze e delle reti in nazionale ― Italia under 21 | Cronologia completa delle presenze e delle reti in nazionale ― Italia under 21 | Cronologia completa delle presenze e delle reti in nazionale ― Italia under 21 | Cronologia completa delle presenze e delle reti in nazionale ― Italia under 21 | Cronologia completa delle presenze e delle reti in nazionale ― Italia under 21 |
| Data                                                                           | Città                                                                          | In casa                                                                        | Risultato                                                                      | Ospiti                                                                         | Competizione                                                                   | Reti                                                                           | Note                                                                           |
| ------------------------------------------------------------------------------ | ------------------------------------------------------------------------------ | ------------------------------------------------------------------------------ | ------------------------------------------------------------------------------ | ------------------------------------------------------------------------------ | ------------------------------------------------------------------------------ | ------------------------------------------------------------------------------ | ------------------------------------------------------------------------------ |
| 7-9-2021                                                                       | Vicenza                                                                        | Italia under 21                                                                | 1 – 0                                                                          | Montenegro under 21                                                            | Qual. Europeo Under-21 2023                                                    | -                                                                              | 68’                                                                            |
| 12-11-2021                                                                     | Dublino                                                                        | Irlanda under 21                                                               | 0 – 2                                                                          | Italia under 21                                                                | Qual. Europeo Under-21 2023                                                    | -                                                                              | 90+2’                                                                          |
| 16-11-2021                                                                     | Frosinone                                                                      | Italia under 21                                                                | 4 – 2                                                                          | Romania under 21                                                               | Amichevole                                                                     | 1                                                                              | 63’                                                                            |
| 24-3-2023                                                                      | Bačka Topola                                                                   | Serbia under 21                                                                | 0 – 2                                                                          | Italia under 21                                                                | Amichevole                                                                     | 2                                                                              |                                                                                |
| 27-3-2023                                                                      | Reggio Calabria                                                                | Italia under 21                                                                | 3 – 1                                                                          | Ucraina under 21                                                               | Amichevole                                                                     | -                                                                              | 89’                                                                            |
| Totale                                                                         |                                                                                | Presenze                                                                       | 5                                                                              |                                                                                | Reti                                                                           | 3                                                                              |                                                                                |

## Palmarès

### Club

#### Competizioni nazionali
- Campionato italiano di Serie B: 2

Frosinone: 2022-2023
Sassuolo: 2024-2025

### Individuale
- Capocannoniere del Campionato Primavera: 1

2019-2020 (15 gol)